# ジャマイカツチイグアナ
ジャマイカツチイグアナ(Cyclura collei)は、爬虫綱有鱗目イグアナ科ツチイグアナ属に分類されるトカゲ。

## 分布
ジャマイカ（ヘルシャイア・ヒルズ）

## 形態
頭胴長オス35 - 43センチメートル、メス30 - 38センチメートル。吻端の鱗（吻端板）と鼻孔が開口する鱗（鼻板）は間に小さい鱗が入り、接しない。前額板は小型で、左右の前額板の間には小さい鱗が入らない。眼の下に並ぶ鱗（眼下板）は、鼓膜までで13 - 14枚。頬板は3 - 4枚で、縦に規則的に並ぶ。後頭部はやや瘤状に盛りあがる。頸部背面には16 - 20枚の、長い鬣状の鱗（クレスト）が並ぶ。胴体背面から尾の1/3から1/4まで、クレストが発達する。大腿孔は35 - 41個で、1列に並ぶ。体色は緑灰色。背面から側面に不明瞭な暗色の横縞が入り、側面から腹面には横縞から連続するように不明瞭な暗色斑が入る。クレストは、青味をおびる。

## 生態
食性は植物食傾向が強く、主に木の葉や花、果実を食べるが、陸棲の貝類なども食べる。
繁殖様式は卵生。6月に、1回に6 - 20個の卵を産む。卵は85 - 87日で孵化する。母親は卵を産んだ巣穴の周囲で、約2週間までは保護する。

## 人間との関係
木炭採取などによる生息地の破壊、人為的に移入されたイヌ・ネコ・マングースなどによる卵や幼体の捕食などにより生息数は激減している。1940年代にはジャマイカ島近辺にあるゴート諸島も含めて絶滅したとされていた。1970年にヘルシャイア・ヒルズにおいて、再発見された。1977年にツチイグアナ属単位でワシントン条約附属書II、1981年にツチイグアナ属単位でワシントン条約附属書Iに掲載されている。生息地では1990年に生体が捕獲され、飼育および飼育下繁殖が試みられている。ある程度成長した幼体は、生息地に導入されている。